# Maria Bouabdellah Shaimi
Maria Bouabdellah Shaimi   (Vic, 2002) és una presentadora de televisió i creadora de contingut audiovisual catalana. Destaca com la primera youtuber afrodescendent del panorama català.
Nasqué a Vic de pares marroquins, però es crià a Banyoles. Estudià periodisme a la Universitat Autònoma de Barcelona. S’inicià en el món de la comunicació creant continguts per a Instagram. El 2020 comença a col·laborar amb Canal Malaia, AdolescentsiCat i Mood Z. El 2022 començà a presentar el programa Ràndom del SX3 juntament amb David Its Me. El 2024 presentà el programa Nit de Reis, la retransmissió de la cavalcada de Reis de Barcelona.